# Rio Neves
Rio Neves är ett vattendrag i Brasilien.   Det ligger i delstaten Maranhão, i den östra delen av landet, 1 000 km norr om huvudstaden Brasília.
Omgivningen kring Rio Neves är huvudsakligen savann. Området är nästan obefolkat, med mindre än två invånare per kvadratkilometer.